# 塞万提斯剧院 (布宜诺斯艾利斯)

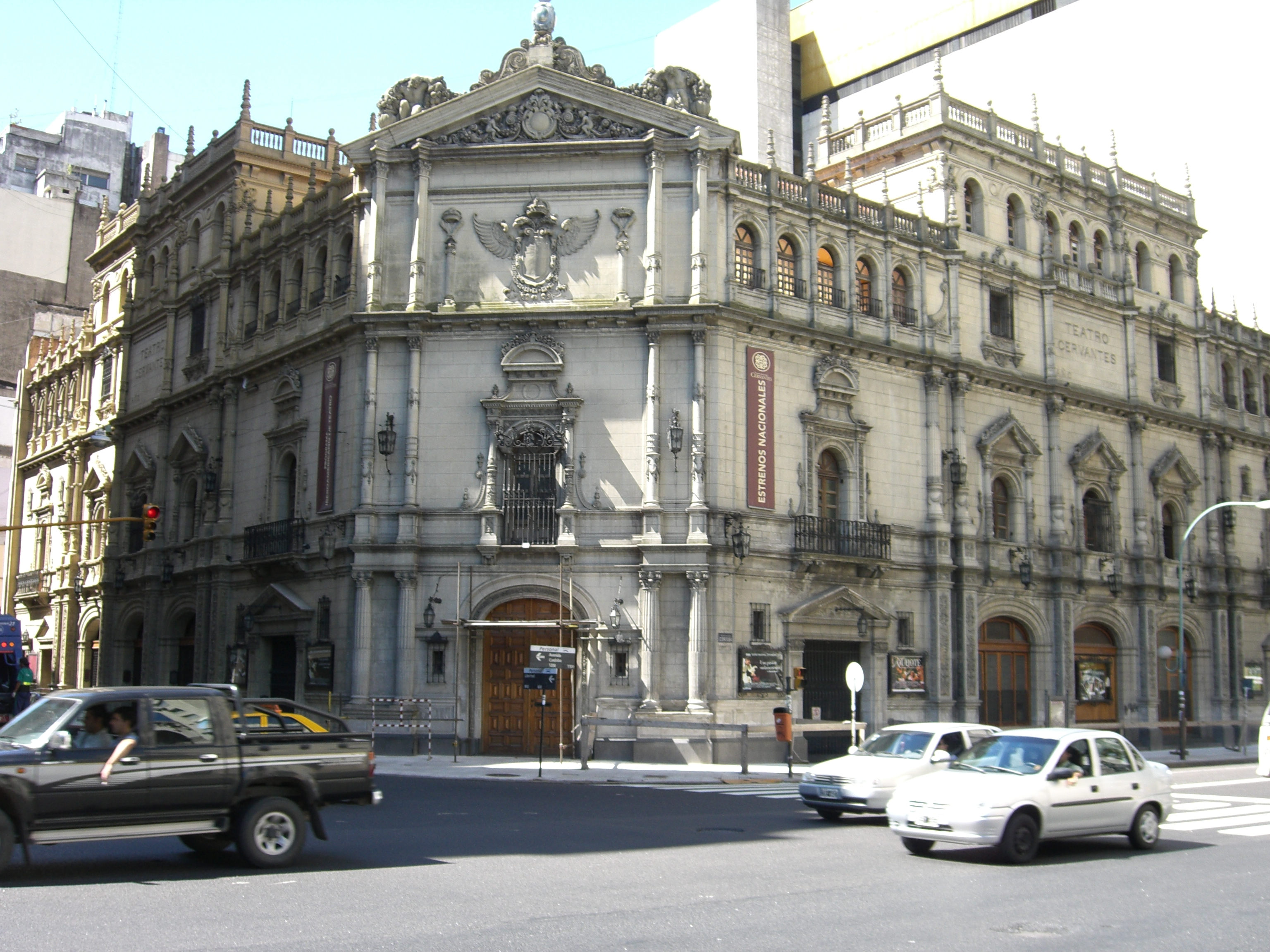
塞万提斯剧院

塞万提斯剧院（西班牙语：Teatro Nacional Cervantes）是阿根廷布宜诺斯艾利斯的国家舞台剧和喜剧剧院，位于科尔多瓦大道，布宜诺斯艾利斯著名的歌剧院哥伦布剧院北面两个街区。塞万提斯有三个表演厅。玛丽亚·格雷罗厅是剧院的主厅。舞台456 m2，拥有12米的旋转圆形平台，还可以再扩展2.7米。格雷罗厅可容纳860名观众。第二个厅是俄瑞斯忒斯卡维利亚厅，可容纳150人，主要用于室内乐音乐会。路易莎·维希尔厅是一个多功能房间，以其丰富的 金箔装饰而闻名。1995年，该建筑列为阿根廷国家历史古迹。

## 历史

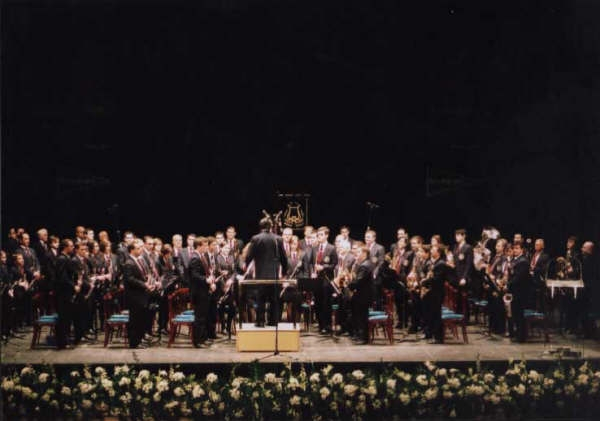
玛丽亚·格雷罗厅的舞台

布宜诺斯艾利斯的塞万提斯剧院存在，在一定程度上要归功于1897年西班牙戏剧制作人玛丽亚·格雷罗及其公司迁往阿根廷，在阿根廷推广专业舞台剧。她在奥德翁剧院取得了商业成功，对西班牙文学经典作品的改编，将她带到了全国各地的剧院。在阿根廷已开设许多华丽的大型歌剧院和舞台剧院的情况下，1918年，格雷罗和她的丈夫费尔南多·迪亚斯·德·门多萨拿出一部分财产，用于建造自己的大剧院。该项目引起了当地上流社会和西班牙国王阿方索十三世的关注，他们与该剧院的建设合作，为该剧院委托了剧场技术部门的手工装置、材料和元素。剧院以西班牙巴洛克风格建造，并以西班牙传奇小说家和剧作家米格尔·德·塞万提斯的名字命名。
塞万提斯剧院于1921年9月5日开业，首演剧目是洛佩·德·维加的作品《傻大姐》。然而，布宜诺斯艾利斯剧院的激增，和广播的出现，很快侵蚀了塞万提斯剧院的观众基础，1926年，这对夫妇被迫拍卖了剧院。国家音乐学院助理院长恩里克·加西亚·韦洛索为这一转变感到惋惜，劝说总统马塞洛·托尔夸托·德·阿尔韦亚尔, 总统的妻子雷吉娜·帕西尼曾是歌剧女歌手，也是艺术的热心赞助人，在病入膏肓的塞万提斯剧院创建国家舞台剧院。1933年，该剧院又成为国家喜剧剧院的所在地。1961年的一场大火几乎摧毁了塞万提斯，被称为“国家的灾难”。这座老旧的房子进行了大规模的现代化改造，包括修建了一座17层的附属建筑。主厅本身按照其原始规格进行了重建，翻修后的剧院于1968年重新开放。部分由于利托·克鲁兹（阿根廷电影和戏剧界最著名的人物之一）的不懈倡导，导致阿根廷国会于1997年通过了一项国家剧院法，每年为艺术和将塞万提斯剧院本身提供补贴。

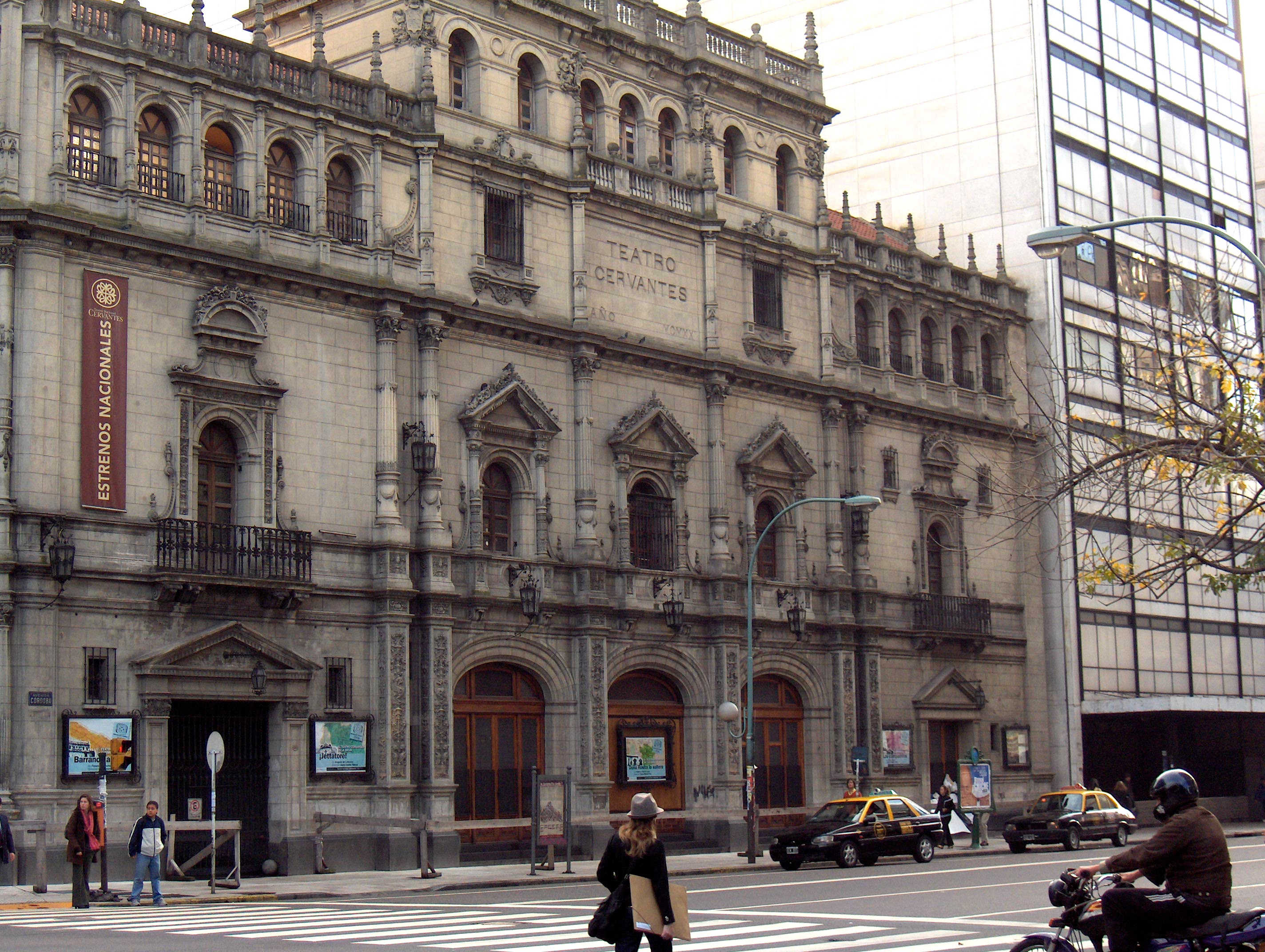